# Wahlenbergia annularis
Wahlenbergia annularis är en klockväxtart som beskrevs av A.Dc. Wahlenbergia annularis ingår i släktet Wahlenbergia och familjen klockväxter. Inga underarter finns listade i Catalogue of Life.

## Bildgalleri

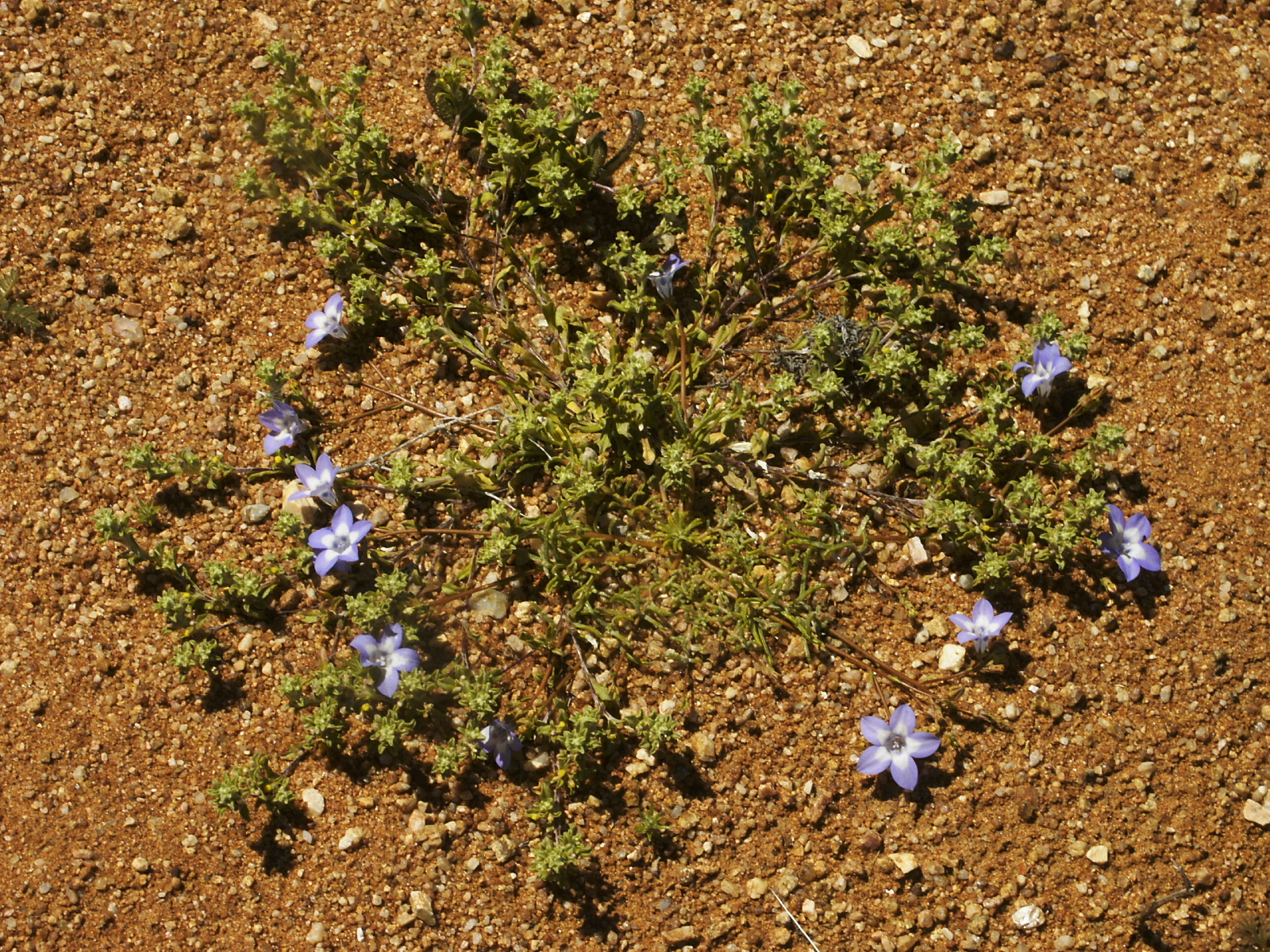